# Aplicação de Gauss

A aplicação de Gauss disponibiliza uma função para todo ponto numa curva ou superfície a um ponto correspondente na esfera unitária.

Em geometria diferencial, a aplicação de Gauss (também grafado aplicação de Gauß), mapa de Gauss, mapa gaussiano ou aplicação gaussiana (nomeado devido a Carl Friedrich Gauss) relaciona uma superfície no espaço euclidiano {\displaystyle \mathbb {R} ^{3}} para a esfera unitária {\displaystyle S^{2}}. Dada uma superfície {\displaystyle X} em {\displaystyle \mathbb {R} ^{3}}, a aplicação de Gauss é uma aplicação contínua {\displaystyle N:X\longmapsto S^{2}} tal que {\displaystyle N(p)} é um vetor ortogonal a X em p.
A aplicação de Gauss pode ser definida globalmente se e somente se a superfície é orientável, no caso em que seu grau é metade da respectiva característica de Euler. A aplicação de Gauss pode ser sempre definida localmente. O determinante Jacobiano da aplicação de Gauss é igual à curvatura de Gauss.
Gauss foi o primeiro a escrever algo sobre o tópico em 1825, publicando-o em 1827.

## Generalizações

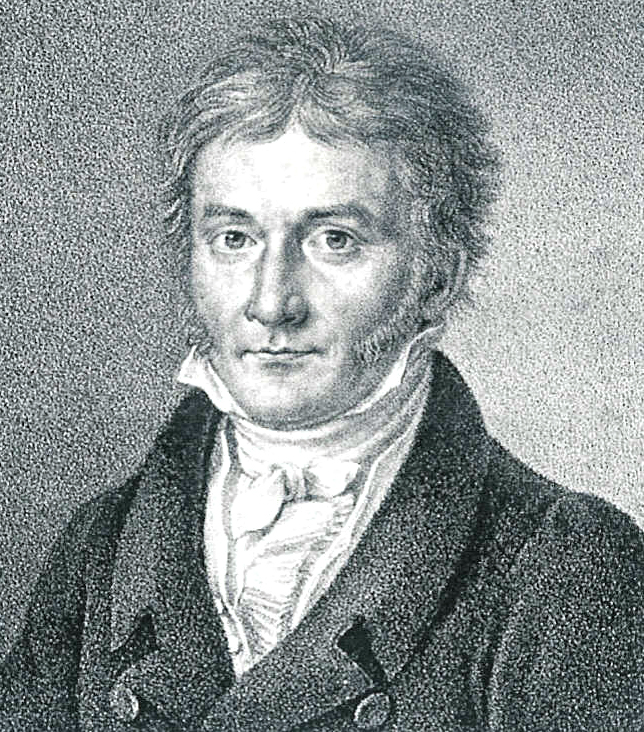
Gauss em 1827.

A aplicação de Gauss pode ser definida para hipersuperfícies em {\displaystyle \mathbb {R} ^{n}} como uma função de uma hipersuperfície na esfera unitária {\displaystyle S^{n-1}\in \mathbb {R} ^{n}.}
Para uma k-subvariedade orientada geral de {\displaystyle \mathbb {R} ^{n}} a aplicação de Gauss também pode ser definida, e sua imagem é o Grassmaniano orientado {\displaystyle {\tilde {G}}_{k,n}}, ou seja, o conjunto de todos osk-planos orientados em {\displaystyle \mathbb {R} ^{n}}. Nesse caso, um ponto da subvariedade é relacionado a um subespeço orientado tangente. Ou seja, {\displaystyle {\tilde {G}}_{k,n}\cong {\tilde {G}}_{n-k,n}} a partir do complemento ortogonal.
No espaço euclidiano tridimensional, isso nos fornece que um 2-plano orientado é caracterizado por uma 1-linha orientada, equivalente a um vetor normal unitário (como {\displaystyle {\tilde {G}}_{1,n}\cong S^{n-1}}), consistente com a definição dada acima.
A noção de aplicação de Gauss pode ser generalizada para a subvariedade orientada X de dimensão k nnuma Variedade de Riemann M de dimensão n. Nesse caso, a aplicação de Gauss vai de  X para o conjunto de k-planos tangentes de um fibrado tangente TM. O conjunto imagem dessa aplicação N é um fibrado de Grassmann construído no fibrado tangente TM. Nesse caso, onde {\displaystyle M=\mathbf {R} ^{n}}, o fibrado tangente pode ser trivializado (e o fibrado de Grassman se torna uma função com imagem sendo o Grassmanniano).

## Curvatura total
A área da imagem da aplicação de Gauss é chamada curvatura total' e é equivalente à integral de superfície da curvatura gaussiana. Esta é a interpretação original dada por Gauss.  O Teorema de Gauss–Bonnet relaciona a curvatura total da superfície às suas propriedades topológicas.
{\displaystyle \iint _{R}|N_{u}\times N_{v}|\ du\,dv=\iint _{R}K|X_{u}\times X_{v}|\ du\,dv=\iint _{R}K\ dA}